# Lijst van voetbalinterlands Aruba - Trinidad en Tobago (vrouwen)
Deze lijst van voetbalinterlands is een overzicht van alle officiële voetbalinterlands tussen de nationale vrouwenteams van Aruba en Trinidad en Tobago. De landen hebben tot nu toe drie keer tegen elkaar gespeeld.

## Wedstrijden
| № | Plaats     | Datum             | Competitie                          | Wedstrijd                  | Uitslag |
| - | ---------- | ----------------- | ----------------------------------- | -------------------------- | ------- |
| 1 | Couva      | 30 september 2019 | Olympische Spelen 2020 kwalificatie | Aruba − Trinidad en Tobago | 0 − 3   |
| 2 | Willemstad | 29 mei 2024       | Vriendschappelijk                   | Trinidad en Tobago − Aruba | 2 − 1   |
| 3 | Willemstad | 2 juni 2024       | Vriendschappelijk                   | Aruba − Trinidad en Tobago | 1 − 0   |

## Samenvatting
| Competitie                     | Totaal gespeeld | Winst Aruba | Gelijk | Winst Trinidad en Tobago | Doelsaldo Aruba – Trinidad en Tobago |
| ------------------------------ | --------------- | ----------- | ------ | ------------------------ | ------------------------------------ |
| Olympische Spelen kwalificatie | 1               | 0           | 0      | 1                        | 0 − 3                                |
| Vriendschappelijk              | 2               | 1           | 0      | 1                        | 2 − 2                                |
| Totaal                         | 3               | 1           | 0      | 2                        | 2 − 5                                |

AVB · A-internationals · Arubaans mannenelftal
2006 – 2019 · 2020 – 2029
Amerikaanse Maagdeneilanden ·
Anguilla ·
Antigua en Barbuda ·
Barbados ·
Belize ·
Cuba ·
Curaçao ·
Dominicaanse Republiek ·
El Salvador ·
Grenada ·
Haïti ·
Nederlandse Antillen ·
Panama ·
Puerto Rico ·
Saint Kitts en Nevis ·
Saint Vincent en de Grenadines ·
Suriname ·
Trinidad en Tobago ·
Turks- en Caicoseilanden